# Albin de Chevallet
Albin d'Abel de Chevallet, né le 26 janvier 1812 à Orpierre (Hautes-Alpes) et mort à Paris le 18 juillet 1858, est un philologue, linguiste et traducteur français.

## Biographie
À l'âge de onze ans, Albin d'Abel de Chevallet commence ses études au petit séminaire collège de Forcalquier, dirigé par des Jésuites, puis au collège royal de Grenoble, après la fermeture des établissements religieux en 1828. Son père, Auguste, avait aussi fait ses études au collège de Grenoble où il s'était lié d'amitié avec Jean-François Champollion et Jean-Baptiste Froussard. En 1832, il se rend à Paris et suit pendant trois ans des études de médecine, puis il change d'orientation. Il est accepté à l'École royale des chartes, où il suit les cours de Burnouf et Quatremère pendant deux ans.
Pour se rapprocher de sa famille toujours dans les Hautes-Alpes, en 1837, il ouvre un cours de préparation au baccalauréat à Marseille. En 1839, il repart définitivement à Paris avec des lettres de recommandation et sous la protection de Champollion Figeac, il est nommé par le ministre Villemain « attaché aux travaux historiques et au dépôt des manuscrits » à la Bibliothèque royale. Pendant dix-sept ans, il est l'auxiliaire de Jules Berger de Xivrey pour la publication du recueil des lettres missives d'Henri IV dont le premier volume sera publié en 1843. En 1840, il commence son grand ouvrage sur l'origine et la formation de la langue française qui obtiendra deux récompenses décernées par l'Académie des inscriptions et belles lettres : le prix Volney en 1850 pour le premier volume et le second prix Gobert en 1850. Marié avec Élise Louvet et père de deux filles, Alix et Eugénie, il meurt des suites d'une longue maladie le 18 juillet 1858 à l'âge de 46 ans.

## Œuvres
- poème sur Boèce en langue d'oc du XIe siècle
- traduction des fables de Phèdre, précédé d'une notice sur la vie et les œuvres de ce poète, en sept volumes.
- Dictionnaire étymologique grec
- La Roche de la Maie, chronique dauphinoise parue dans La France théâtrale, juillet 1844, numéro 120,121,122
- Étude philologique historique sur l'origine et la formation de la langue française, 1850, 1857, 1858.